# MÁV 498
A MÁV 498 sorozat egy keskeny nyomtávú szertartályosgőzmozdony-sorozat volt a MÁV-nál.
A mozdony a német katonai vasutak (Feldbahn) által a legnagyobb számban használt ún. Brigadelok (dandármozdony) volt. Ezt a kompakt, 10 tonnás mozdonyt 1905-ben vezették be. Ezt használták a meredek szakaszokkal, szűk kanyarulatokkal bővelkedő délnyugat-afrikai vasúton, (részben német gyarmat), ahol nagyon sikeres volt. Így az első világháború idején Macedóniában az ún. Macedón- (később Theszaloniki) 600 mm-es vonalon is ezeket alkalmazták.
A mozdonyok ún. Klien-Lindner-féle futóművel épültek.
A második világháború alatt került hét darab magyar fennhatóság alá, majd a háborút követően két mozdony átadásra került Romániának (CFR), a többi különböző bányavasutakhoz, iparvasutakhoz került.

## Fordítás
- Ez a szócikk részben vagy egészben  a   DR-Baureihe 99.331 című német Wikipédia-szócikk fordításán alapul.  Az eredeti cikk szerkesztőit annak laptörténete sorolja fel. Ez a jelzés csupán a megfogalmazás eredetét és a szerzői jogokat jelzi, nem szolgál a cikkben szereplő információk forrásmegjelöléseként.